# دیدگاه منبع‌محور
دیدگاه منبع‌محور یا دیدگاه منبع‌پایه (به انگلیسی: Resource-based view)، یک چارچوب مدیریتی است که برای تعیین منابع استراتژیک که یک شرکت می‌تواند برای دستیابی به مزیت رقابتی پایدار از آن بهره‌برداری کند، به کار می‌رود.
مقاله بارنی در سال ۱۹۹۱ با عنوان «منابع شرکت و مزیت رقابتی پایدار» به‌طور گسترده به عنوان یک کار محوری در پدید آمدن دیدگاه منبع‌محور ذکر شده است. با این حال، برخی از دانشمندان استدلال می‌کنند که شواهدی برای یک نظریه مبتنی بر منابع پراکنده از دهه ۱۹۳۰ وجود دارد. دیدگاه منبع‌محور پیشنهاد می‌کند که شرکت‌ها ناهمگن هستند، زیرا دارای منابع ناهمگن هستند، به این معنی که شرکت‌ها می‌توانند استراتژی‌های متفاوتی داشته باشند، زیرا ترکیب منابع متفاوتی دارند.
دیدگاه منبع‌محور توجه مدیریتی را بر منابع داخلی شرکت در تلاش برای شناسایی آن دارایی‌ها، قابلیت‌ها و شایستگی‌ها با پتانسیل ارائه مزیت‌های رقابتی برتر متمرکز می‌کند.